# Dobytí Bastily
Dobytí Bastily proběhlo v úterý 14. července 1789 v Paříži. Tato událost je ve francouzských dějinách považována za konec tzv. starého režimu a začátek Velké francouzské revoluce. Bastila byla pevnost sloužící jako věznice a ačkoliv v ní bylo v době dobytí pouhých sedm vězňů, byla symbolem despocie Francouzské monarchie. Její dobytí způsobily společenské otřesy nejen ve Francii, ale i ve zbytku Evropy. Od roku 1880 je 14. červenec ve Francouzské republice státním svátkem.

## Předchozí dny
Během července 1789 propukaly v Paříži různé nepokoje. Na jedné straně buržoazie vkládala velké naděje do jednání generálních stavů, na druhé straně byly chudší vrstvy ohrožovány hladem kvůli vysokým cenám chleba. Dne 11. července odvolal francouzský král Ludvík XVI. oblíbeného ministra financí Jacquese Neckera a mimo to povolal do Versailles vojenské oddíly, které představovaly ohrožení ustanoveného Národního shromáždění. Pařížané sice ustanovili milice o počtu asi 48 000 mužů, ovšem nebyly ozbrojené.
V neděli 12. července ráno dorazila do Paříže zpráva o odvolání ministra Neckera. Agitátoři v Palais Royal dále rozněcovali lidi, kteří se zde procházeli. K nejvýraznějším řečníkům patřil Camille Desmoulins, který v kavárně Foy vyzýval k ozbrojenému povstání proti vládě a vyzval vlastence, aby si jako poznávací znamení zasunuli za klobouk kaštanový list.
V Jardin du Palais-Royal se shromáždili demonstranti, kteří v čele průvodu nesli busty Jacquese Neckera a Filipa Orleánského. Jízdní pluk je zastavil u Tuileries. Byli zastřeleni tři demonstranti a několik zraněno. Večer byl na Champ-de-Mars umístěn dělostřelecký pluk.
V noci bylo vypáleno 40 z 50 celnic v okolí Paříže v domnění, že by zboží ve městě zlevnilo, kdyby se nezvyšovala spotřební daň.
Dne 13. července ráno byl vyrabován klášter Saint-Lazare, kde bylo uskladněno obilí, povstalci rovněž hledali zbraně. Na pařížské radnici se shromáždili poslanci zvolení za Paříž do generálních stavů, v jejich čele byl prévôt des marchands Jacques de Flesselles. Vzhledem k napjaté situaci rozhodli o sestavení stálého výboru a rozhodli o vytvoření měšťanské milice o síle 48 000 mužů pro udržení pořádku. Každý člen měl nosit kokardu v barvách Paříže, červenou a modrou. Jacques de Flesselles nařídil ukovat 50 000 pík. V 17 hodin se delegace pařížských poslanců vydala do Invalidovny, aby zde vyzvedla uložené zbraně, což její guvernér odmítl.

## Průběh
Kolem 10. hodiny ráno 14. července zaútočili Pařížané na Invalidovnu, aby získali zbraně. Na její obranu zde bylo několik kanónů, ale obránci se zdráhali je použít proti Pařížanům. Jen několik set metrů odtud na Martových polích bylo dislokováno několik pluků jezdectva, pěchoty a dělostřelectva, kterým velel Pierre-Victor de Besenval. Protože však nedal pokyn k rozprášení davu před Invalidovnou, demonstranti překonali příkop a mříže a ve skladech ukořistili asi 30 000 až 40 000 mušket, 20 kanónů a jeden minomet. Chyběl jim však střelný prach a munice, které chtěli získat přímo v Bastile, kde jej bylo cca 13,5 tuny.

Pád Bastily, Jean-Pierre Houël

V půl jedenácté vyslali představitelé města Paříže ke guvernérovi Bastily delegaci, aby požádala o vydání zbraní a munice pro vznikající milici. Velitel Bernard-René Jordan de Launay nechal předchozí noci kvůli větší bezpečnosti přenést ze sousedící zbrojnice zbraně na vnitřní nádvoří Bastily. Velitel Launay delegaci přijal, ale zbraně nevydal. Souhlasil pouze, že přesune kanóny. Když ale jeho muži začali přenášet zbraně, dav kolem pevnosti se domníval, že je nabíjejí a rozhodl se zaútočit. Guvernér nařídil střelbu proti útočníkům. Vzbouřenci přesto překonali hradby přes střechu strážnice a sekyrou spustili padací most vedoucí přes vodní příkop před Bastilou.

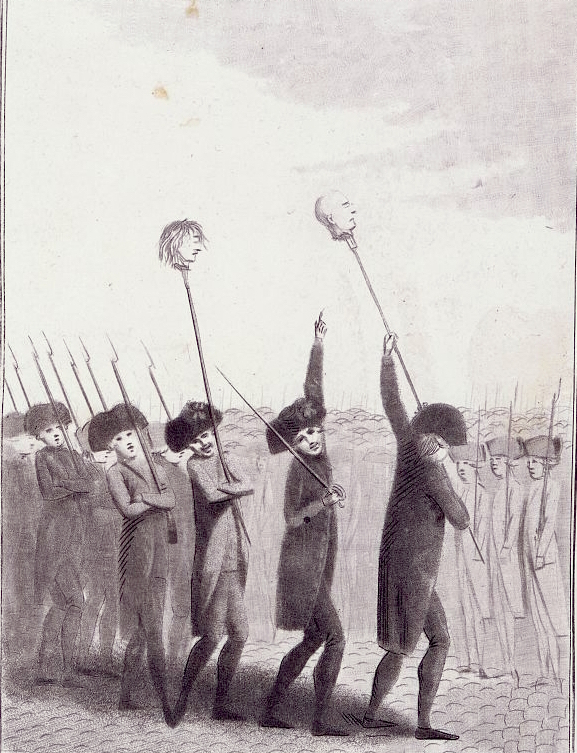
Hlavy velitele Launaye a prévôta Flessellese nesené Paříží

O hodinu později se k útočníkům připojil i dav, který přišel od Invalidovny. Bastilu bránilo 82 válečných invalidů a 32 členů švýcarské gardy. O půl čtvrté se před Bastilou objevilo pět děl získaných v Invalidovně a zahájila palbu proti pevnosti. V pět hodin obránci kapitulovali. Povstalci pronikli do pevnosti, zmocnili se střelného prachu a střeliva a osvobodili vězně. Jednalo se pouze o sedm osob.
Vojenská posádka byla zajata a poslána na radnici. Cestou byl velitel Launay popraven a jeho hlava nabodnutá na kopí byla nesena ulicemi Paříže. Stejně dopadl i Jacques de Flesselles obviněný ze zrady a popravený na radnici. Z obléhatelů bylo 98 zabito a 73 zraněno.
Kromě vězňů byl v Bastile uchováván i policejní archiv, který byl vyrabován (dnes uložen v Bibliothèque de l'Arsenal).
V šest hodin večer Ludvík XVI., který o útoku neměl zprávy, nařídil stažení vojenských oddílů z Paříže. Tato zpráva byla doručena na radnici ve dvě hodiny ráno.

## Důsledky
Pád Bastily měl význam více symbolický. Jako vězení se kvůli vysokým nákladům již téměř nepoužívala a nebyli zde osvobozeni žádní významní političtí vězni. Rovněž vojenský význam dobytí pevnosti bráněné vojenskými veterány a invalidy byl sporný. Přesto byla pevnost uprostřed města pro Pařížany symbolem královské tyranie a despotismu a z toho důvodu se vítězství oslavovalo jako boj proti královskému útlaku.
Ihned po pádu se ustavila Národní garda pod vedením markýze de La Fayette. Rovněž byla zrušena funkce prévôta, kterého nahradil starosta a Pařížská komuna, která sehrála v počáteční fázi revoluce významnou roli.
O rok později, 14. července 1790, se na Martových polích konal Svátek Federace, při kterém král a zástupci všech stavů a departementů přísahali věrnost národu. Od dob Třetí republiky, konkrétně od roku 1880, je 14. červenec státním svátkem.

## Mýty a legendy
Z Bastily měl být osvobozen markýz de Sade. Ten zde byl skutečně vězněn, ale protože markýz 2. července 1789 z okna své cely vyzýval k útoku na pevnost, byl převezen do blázince v Charenton-le-Pont a v době dobytí Bastily se zde už nenalézal. V době útoku zde zůstávalo jen sedm vězňů – čtyři padělatelé Béchade, Laroche, La Corrège a Pujade (kteří podvedli dva pařížské bankéře), dva šílenci Auguste Tavernier a de White (kteří byli následně převezeni do ústavu v Charentonu) a šlechtic Hubert hrabě de Solages uvězněný zde kvůli incestu na žádost své rodiny.
Útočníci nalezli v pevnosti staré brnění a tiskařský lis vydávané za mučící nástroje a údajně též kostru tajemného muže se železnou maskou.
Ludvík XVI. se 14. července účastnil honu. Do svého osobního deníku si k tomuto datu zapsal jen „Nic“, neboť se mu nepodařilo nic ulovit. O samotném útoku se dověděl až druhý den ráno v osm hodin, kdy mu zprávu sdělil François XII. de La Rochefoucauld. Jejich dialog měl údajně znít:

— To je vzpoura? zeptal se Ludvík XVI.

— Ne sire, to není vzpoura, to je revoluce. Odpověděl mu vévoda Rochefoucauld.